# Kalamkari
La técnica del kalamkari es oriunda de Andhra Pradesh, al sur de La India y consiste en la decoración de textiles de algodón pintados a mano con la ayuda de una pluma (kama) o por xilografía, utilizando tintes vegetales. La etimología de este arte parte de la palabra turca "kalam" que significa Cálamo, el utensilio usado para realizar estos complejos motivos. Por romina y victoria
Los kalamkaris suelen representar temas épicos, puranas (mitología india) y motivos florales. Con el paso del tiempo, la iconografía se ha ido enriqueciendo adecuándose a los gustos de los compradores y a la imaginación del artista: desde miniaturas mogolas y árboles hasta alfombras persas y escenas cotidianas.

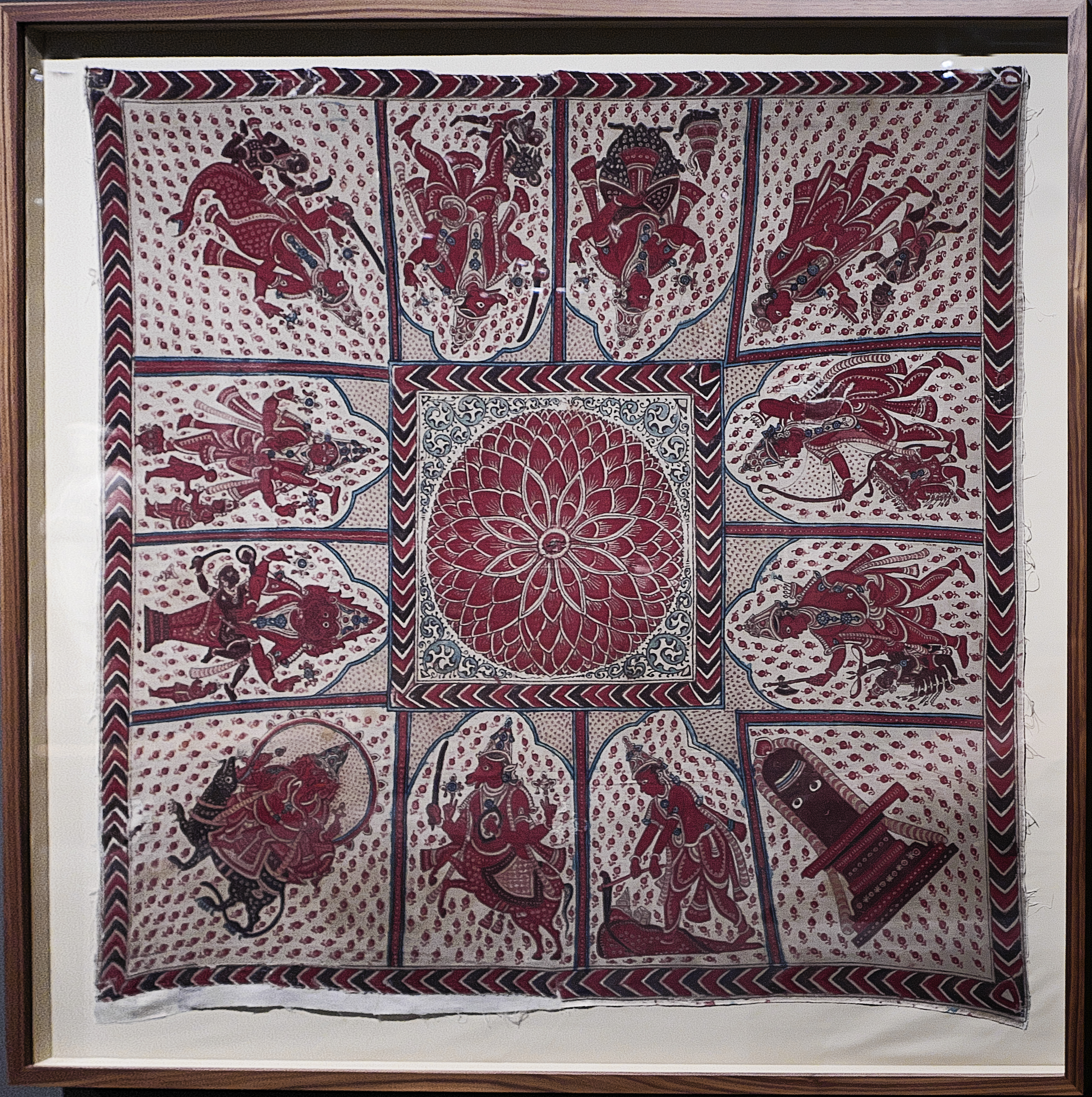
Dashavatara, British Museum

## Historia
Gracias al desarrollo de los cambios comerciales con Persia en la Edad Media este arte alcanzó su apogeo en el próspero reino de Golconde, (la ciudad actual de Hyderabad) 
Así durante siglos la artesanía del kalamkari dio sustento a numerosas familias en Andhra Pradesh.
En los tiempos remotos, grupos de cantantes, músicos y pintores, los chitrakattis, iban de pueblo en pueblo relatando las grandes epopeyas de la mitología hinduista. A medida que desarrollaban la historia, ilustraban su cuento con la ayuda de grandes piezas de telas pintadas en el mismo lugar con medios rudimentarios y tinturas vegetales. Este es el origen de los primeros kalamkari. También encontrámos en los templos hinduistas grandes tableros de Kalamkari que representaban episodios de la mitología india quizá con la misma función que los capiteles en las catedrales cristianas.
Aunque la técnica del kalamkari sufrió una decadencia, recuperó luego su popularidad en la India y de allí al extranjero. Desde el siglo XVIII, ha sido utilizado por los británicos tanto como decoración como vestido.

## Técnica
El tejido de algodón, se prepara por inmersión durante una hora en una mezcla de resina (myrabalam) y leche de vaca. Los contornos y motivos se dibujan después con una punta de bambú mojada en una mezcla de jagré fermentado y de agua; aplicando luego las tinturas vegetales una a una. Después de cada color, el kalamkari se lava así que cada tejido puede sufrir hasta 20 lavados. Se obtienen diferentes efectos con boñigas de vaca, semillas, plantas y flores molidas.
- Datos: Q17146207
- Multimedia: Kalamkari / Q17146207